# Selma Zwienicki
Selma Zwienicki, auch Zelma Swinitzki,  (* 8. Juni 1882 in Hamburg; † 10. November  1938 in Bremen) war eine deutsche Frau sowie eines der fünf jüdischen Opfer, die in der Reichspogromnacht in Bremen von den Nationalsozialisten ermordet wurden.

## Biografie
Zwienicki war die jüngste Tochter des Schumachers Koppel Stiefel und seiner Frau Elise. Sie absolvierte eine Ausbildung als Kindergärtnerin und als kaufmännische Sekretärin und war als Buchhalterin in Hamburg beschäftigt. 1916 heiratete sie den aus der Ukraine stammenden Schlosser Joseph (Josef) Zwienicki, der seit 1914 in Bremen lebte. Beide eröffneten in der Hohentorstraße 49/53 in der Neustadt eine Fahrrad- und Motorradhandlung mit Werkstatt. Sie führte im Geschäft den kaufmännischen Teil. Beide hatten vier Kinder: Gerd (* 1917), Benno (* 1918), Liesel (* 1921) und Alfred (* 1925). Gerd machte 1936 das Abitur und studierte an der Torah Akademie Yeshiva in Frankfurt am Main und am jüdischen Lehrerseminar in Würzburg.
In der Reichspogromnacht hörte die Familie den Lärm der SA-Leute vor dem Haus und Joseph Zwienicki flüchtete über die Dächer. Die SA-Männer drangen in das Haus ein und trafen im Schlafzimmer auf Selma Zwienicki. Als sie auf die Frage nach dem Verbleib ihres Mannes keine Auskunft geben konnte, wurde sie erschossen. Der Sohn Benno rannte fort, um einen Arzt zu holen, der aber nicht kam. Der Sohn Alfred wurde in „Schutzhaft“ genommen und in das Konzentrationslager Sachsenhausen deportiert und sechs Wochen lang inhaftiert. Der Sohn Gerd Zwienicki kehrte nach Bremen zurück; im Auftrag der Israelitischen Gemeinde bereitete er die Errichtung einer Schule für die jüdischen Kinder vor und verhandelte darüber mit der Gestapo. Auf Grund des Boykotts wurde das Geschäft 1938 geschlossen und das Haus zwangsversteigert. Die überlebende Familie wanderte nach Montreal in Kanada aus. Sohn Gerd (1917–2011) zog in die Vereinigten Staaten, nahm den Namen Jacob G. Wiener an, schloss die Ausbildung als Rabbiner ab, promovierte und wurde Sozialarbeiter in New York.

## Gedenken
| UNSERE JÜDISCHEN MITBÜRGER MARTHA GOLDBERG DR. ADOLF GOLDBERG HEINRICH ROSENBLUM LEOPOLD SINASOHN SELMA SWINITZKI WURDEN IN DIESER STADT IN DER NACHT VOM 9. ZUM 10.11.1938 ERMORDET |

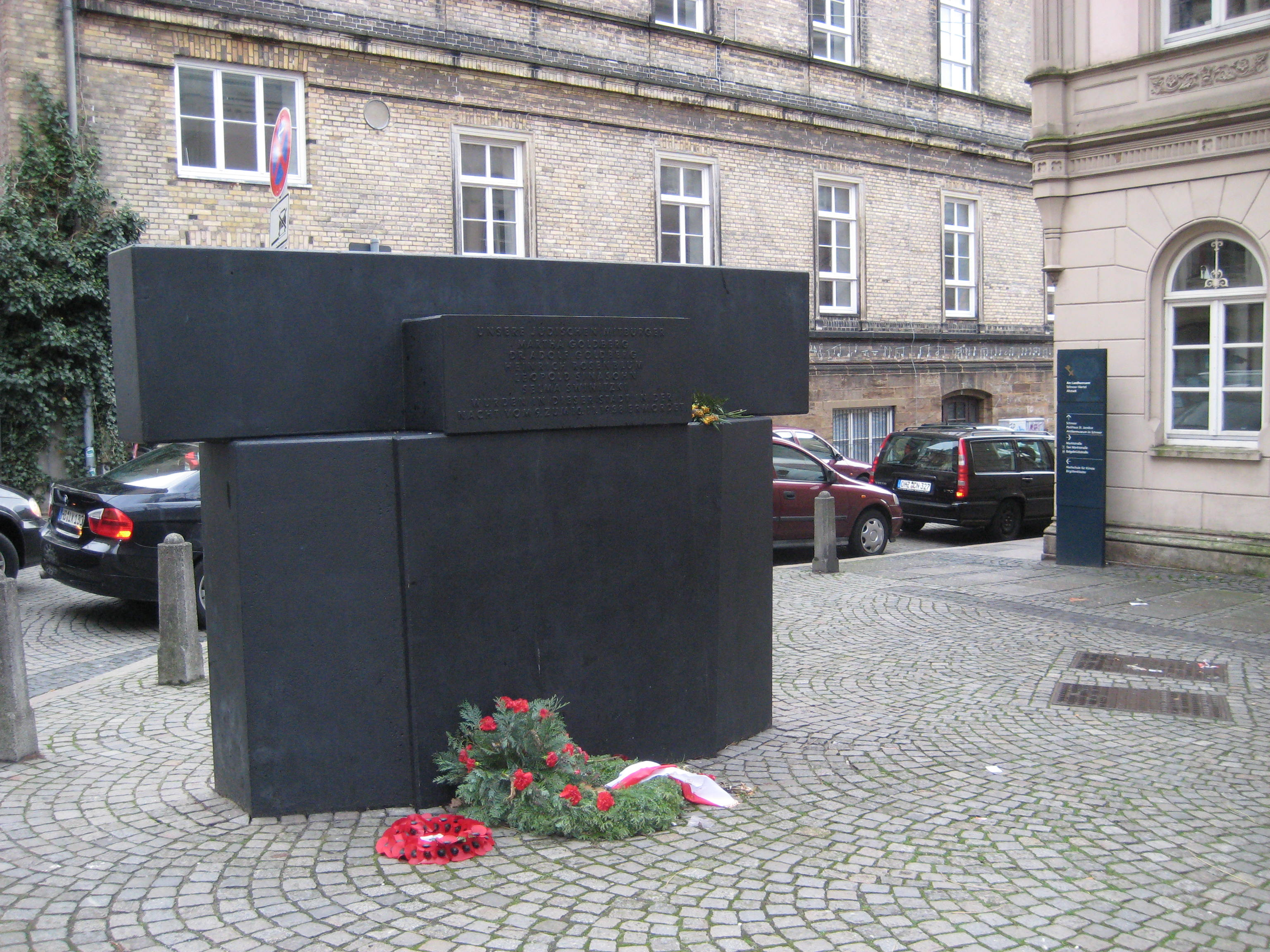
Mahnmal für die Opfer

Eine Aufarbeitung der Judenverfolgung in der Zeit des Nationalsozialismus begann in Bremen erst Ende der 1970er-Jahre.
- Unweit der 1938 in Brand gesetzten und vernichteten Hauptsynagoge der jüdischen Gemeinde in Bremen entstand 1982 vor dem Haus Landherrn-Amt in der Dechanatstraße im Schnoorviertel das Mahnmal für die Opfer der „Reichskristallnacht“ mit der obigen Inschrift.
- Am 9. November 2005 sprach der Sohn Gerd am Mahnmal für die ermordeten Opfer der Pogromnacht in Bremen und war Ehrengast der „Nacht der Jugend“ im Bremer Rathaus.
- Ein Stolperstein zu Gedenken an Selma Zwienicki befindet sich in der Bremer Neustadt, Hohentorstr./Ecke Gr. Sortillienstraße. Siehe auch: Liste der Stolpersteine in Bremen[3]